# Scott (hrabstwo Sheboygan)
Scott – miasto w Stanach Zjednoczonych, w stanie Wisconsin, w hrabstwie Sheboygan.